# Luosifen
Il Luosifen (Fen è la pasta di riso) è un piatto tipico della città di Liuzhou nella regione Guangxi (una regione autonoma della minoranza Zhuang nella Cina meridionale), importante nella gastronomia tradizionale della regione. 

## Preparazione
Il piatto è a base di spaghetti di riso e vari ingredienti tra i quali germogli di bambù, orecchie di Giuda (un particolare tipo di funghi lignicoli), arachidi fritte, tofu, huanghuacai (Hemerocallis Citrina), insalata fresca e lumache di fiume della famiglia Viviparidae, accompagnati da condimenti agro-piccanti. La zuppa di Luosifen contiene anche ossa di maiale con spezie, che vengono stufate per circa due ore. 
L'ingrediente principale della zuppa sono gli spaghetti di riso secchi di Liuzhou. A differenza degli altri, gli spaghetti di riso di Liuzhou vengono prodotti solo con riso invecchiato che ha già perso la sua componente grassa e di gelatina e che per questo vanno cotti al dente. Prima di aggiungerli alla zuppa, occorre immergerli in acqua fredda.

## Utilizzo

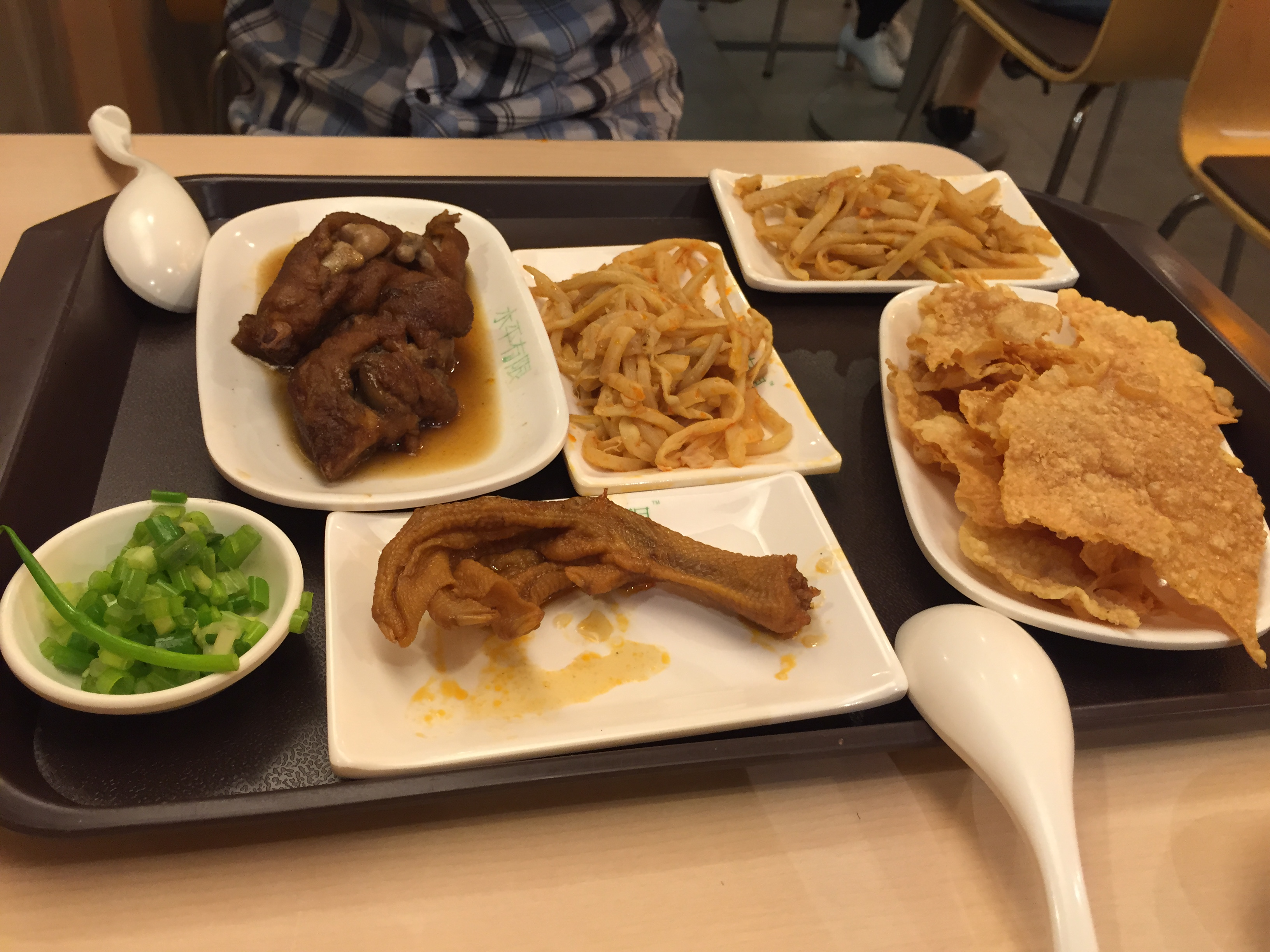
Piattini di accompagnamento del Luosifen

La zuppa di Luosi preparata con cura unisce la freschezza ad un gusto piccante e corposo che stimola l’appetito. Diversi esercizi commerciali di Luosifen vendono questa zuppa, cucinata in modi l'uno leggermente diverso dall'altro perché preparati con ingredienti differenti. Recentemente sono stati aperti ristoranti specializzati nella preparazione del Luosifen sia in altre città cinesi, come Pechino, Shanghai e Hong Kong, che all'estero.